# 신수인
신수인(1990년 11월 20일~)은 대한민국의 여자 치어리더이다.

## 경력
- KGC인삼공사 배구단 응원단 치어리더
- 안양 KGC 인삼공사 응원단 치어리더
- 대한항공 점보스 응원단 치어리더
- OK저축은행 러시앤캐시 응원단 치어리더
- 키움 히어로즈 응원단 치어리더
- 넥센 히어로즈 응원단 치어리더